# Vern Fleming
Vernon Fleming (ur. 4 lutego 1962 w Nowym Jorku) – amerykański koszykarz, występujący na pozycji rozgrywającego. Mistrz olimpijski z Los Angeles.
W 1980 wystąpił w meczu gwiazd amerykańskich szkół średnich – McDonald’s All-American.
Po karierze w NCAA na uczelni University of Georgia, Fleming wziął udział w drafcie 1984, w którym został wybrany z 18. numerem przez Indianę Pacers. Był członkiem amerykańskiej reprezentacji olimpijskiej, która na Igrzyskach 1984 w Los Angeles zdobyła złoty medal.
Fleming w barwach Pacers występował przez 11 sezonów. Przed rozgrywkami 1995/96 podpisał roczny kontrakt jako wolny agent z New Jersey Nets. Zakończył karierę po sezonie 1996/97, który spędził we francuskim klubie CSP Limoges.
12 listopada 1988 roku został wybrany zawodnikiem tygodnia NBA
W latach 2000–2003 był asystentem trenera Isiaha Thomasa w zespole Indiany Pacers.